# 대한민국 민법 제231조
대한민국 민법 제231조는 공유하천용수권에 대한 민법조문이다.

## 조문
제231조 (공유하천용수권) ①공유하천의 연안에서 농, 공업을 경영하는 자는 이에 이용하기 위하여 타인의 용수를 방해하지 아니하는 범위내에서 필요한 인수를 할 수 있다.
②전항의 인수를 하기 위하여 필요한 공작물을 설치할 수 있다.